# I-nos
i-nos（アイノス）は、ボーカルの綾と キーボードでコンポーザー、プロデューサーのhottaによる男女2人の日本の音楽ユニット。「優しさのなかにある強さ」をコンセプトに、LIFE（生命・人生）が中心に歌われている。綾の出身地である栃木県での縁も深い。

## メンバー
綾（りょう） / Vocal（ボーカル）
3月16日生まれ。陶壁家の両親のもと栃木県益子町に生まれる。
2歳から10年間クラシックバレエを習い、中学生の頃バンドを結成、ギター＆ボーカルを担当しステージに立つ楽しさを知った。
高校生からボイストレーニングや楽典を学び、玉川大学芸術学部に進学。
シンガーとして活動の中、hotta氏の構想していたサウンドユニットの誘いを受け‘i-nos’結成。
学生時代からのダンス経験を生かし、外部へ振り付けも行っている。
2011年12月23日、とちぎ未来大使として委嘱を受けた。
hotta（ホッタ） / Keyboard（キーボード）、Produce（プロデュース）
6月30日生まれ。本名は堀田陽一（ほったよういち）。長野県茅野市出身。
幼少の頃作曲に目覚め、その後坂本龍一関連の音楽に影響を受ける。
高校生バンドではいくつかの全国大会に出場。この頃のバンド活動をきっかけに上京。
ビーイング系アーティスト等のサポートを経て、映像関連や舞台、その他の音楽を手がけている。
女優で歌手の岡崎友紀が結成した劇団‘NEWS’の舞台音楽も専属担当していた。
i-nosはhottaによるプロジェクトユニットで、当時学生だった綾を選抜、
コンポーザーとして楽曲におけるサウンド全般の構築、プロデュースもhotta本人が行っている。

## ユニット名の由来
i-nos（アイノス）は「愛の巣」に掛かっており、愛の巣から発信される音、巣立つ音を意味し、i-nos＝育てた音の発信元と定義付けている。
- 「 i 」については、自分、愛、目（eye）の他、inspire、impress、imagination、interface、item等の頭文字。
- 「nos」については、もう一人の自分、表現するための自分、伝えるための自分、メッセンジャー（使者）である自分等を意味している。これはネットワークオペレーティングシステム（Network Operating System）から由来しており、一酸化窒素合成酵素（Nitric Oxide Synthase）の意味も含むとされる。

## 作品（ディスコグラフィー）
| 枚  | 発売日         | タイトル       | タイアップ 他                                                                              |
| --- | -------------- | -------------- | ------------------------------------------------------------------------------------------ |
| 1st | 2008年11月19日 | HEART FOR LIFE | ‘grace TOCHIGI’CM曲                                                                        |
| 2nd | 2009年2月4日   | OPEN THE LIFE  | ‘HOTEL BESTLAND’CM曲                                                                       |
| 3rd | 2010年3月3日   | LIME LIFE      | ‘宇都宮ブリッツェン’公式応援曲/ ‘grace TOCHIGI’ ‘HOTEL BESTLAND’CM曲/ ‘ベルモール’テーマ曲 |
| 4th | 2011年12月7日  | POWER FOR LIFE | ‘東日本大震災’復興支援曲集                                                                 |

| 枚  | 発売日         | タイトル         | タイアップ 他                                                                                  |
| --- | -------------- | ---------------- | ---------------------------------------------------------------------------------------------- |
| 1st | 2009年10月21日 | world goes round | ‘宇都宮ブリッツェン’公式応援曲/ ‘grace TOCHIGI’CM曲                                            |
| 2nd | 2013年7月17日  | all time just    | ‘オートテクニックジャパン（ATJ）’公式イメージ曲/ J:COM‘秘密結社ネットジョッカー’オープニング曲 |

| 配信日         | タイトル                      | タイアップ 他                                                        |
| -------------- | ----------------------------- | -------------------------------------------------------------------- |
| 2011年4月26日  | 雪になっても 桜になっても     | ‘東日本大震災’震災義援金寄付対象曲                                   |
| 2015年5月21日  | ever after                    | ウェディングソング                                                   |
| 2015年7月29日  | 光の花                        | 花火をテーマとした楽曲                                               |
| 2015年12月16日 | winter night                  | 初の冬のラブソング                                                   |
| 2016年6月1日   | 僕らを奪おうとも              | 震災復興支援曲ソング                                                 |
| 2016年11月23日 | インリョク                    | ひき合う特別な感情                                                   |
| 2017年6月28日  | 優しさの中にある強さ          | i-nosの原点を歌う楽曲                                                |
| 2017年12月20日 | 彩 -irodori-                  | 舞台「ビーフシチューはビールで煮込んで」主題歌                       |
| 2018年10月24日 | また君に会えたなら/Misty Love | 映画「初恋スケッチ ～まいっちんぐマチコ先生～」主題歌/エンディング曲 |
| 2020年9月30日  | 偶像の煌めき                  | 映画「アイドルスナイパー THE MOVIE」主題歌                           |

## その他
- シンボル・アイテムは白い羽。ロゴにも使用されており、ステージでは羽をモチーフとしたアクセサリーを身に付けている。同モチーフのオフィシャルグッズも存在している。
- 1stアルバムより以前に自主制作によるインディーズ盤をリリースしている。タイトルは小文字表記の「open the life」で、メジャーリリースした2ndアルバムCDの「OPEN THE LIFE」とは内容が異なる。すでに入手不可能な為、未発表曲が存在することになる。
- アルバムタイトルは‘LIFE’を含む大文字表記。収録楽曲については3rdアルバムまで小文字によるアルファベット（ローマ字）表記へのこだわりを見せていたが、1stアルバムに収録の‘Glory Days’のみ混合している理由は、i-nos結成前から存在するこの楽曲への特別な想いからとhotta本人が語っている。4thミニアルバムCDから日本語タイトルが使われるようになった。
- 1stシングルCDと3rdアルバムCDに収録された自転車ロードレースのプロチーム‘宇都宮ブリッツェン’の公式応援ソングは、栃木県宇都宮市で行われた制作打ち合わせ後の都内帰路途中で既にhottaが楽曲を完成させ、睡眠中の綾を起こし歌ってみせたというエピソードが語られている。また、シングルの発売日に関しては、当時選手兼コーチだった廣瀬佳正（現ゼネラルマネージャー）の誕生日に合わせたとされる。ちなみにブリッツェンの2011年シーズンは、元F1レーサーの片山右京が選手登録し、参戦した。
- 3rdアルバムCDに収録された栃木県宇都宮市にある大型ショッピングモール‘ベルモール’のテーマソングは、開業5周年のベルモールとラジオ局のエフエム栃木（RADIO BERRY）のコラボレーション企画として一般より公募した歌詞に、hottaが作曲とアレンジ（サウンド全般）を担当、綾が歌唱を担当する形で実現した。元々ベルモールと縁のあるi-nosならではの大曲が生まれた。
- 4thミニアルバムCDまでレコーディングに起用しているギタリストは、hottaの長きに渡る友人で戦友とも語られている丸本修士。ライブには2度参加している。
- ライブ形態は様々。場所や規模に応じて見せ方を工夫しているが、ギタリストやバイオリニストのサポート起用を主に行っており、時折ドラマーが起用されている。全体のサウンドにおいてはhottaによる基本トラックが効果的に使用されている。
- 2011年3月11日に発生した東日本大震災を受け、収益が震災義援金として寄付される配信限定曲「雪になっても 桜になっても」を発表。2011年4月26日にmusic.jpが先行配信、その他の配信会社は2011年6月8日に一斉配信となった。また、初の日本語表記のタイトルで発表。
- 2011年12月3日、岡山県岡山市で開催された全労済岡山県本部主催の震災イベント「子どもたちに伝えたい防災のこと・キックオフセミナー」において、オープニング曲に「雪になっても 桜になっても」が東日本大震災の映像とともに使用された。また、全労済岡山県本部が県内の子育て支援団体（一般社団法人チカク、NPO法人子ども劇場岡山県センターなど）に呼びかけて設立した「子ども防災ネットワークおかやま」と倉敷市が、翌年の2012年3月4日に倉敷市で共催し開催した「子どもたちに伝えたい防災のこと2012」にも参加。倉敷市長を迎えて行われたオープニングイベントの幕開けで「雪になっても桜になっても」を披露したほか、同イベントの会場となったアリオ倉敷および三井アウトレットパーク倉敷で復興支援ライブを行った。尚、2013年3月10日にも開催された「子どもたちに伝えたい防災のこと2013」にも同じく参加している。
- 2011年12月7日、復興支援4thミニアルバムCD「POWER FOR LIFE」を発表。東日本大震災復興支援ソング集で、配信限定曲だった「雪になっても 桜になっても」が収録された。さらにi-nosの2人が出演した舞台のために制作されたメインテーマ「strap!」が急遽追加収録となった。
- 2012年、ニコニコ生放送公式チャンネルにて音楽バラエティー番組「i-nos綾のアイスレッド」が毎週水曜23:00から放送された。
- 2012年8月10日、渋谷duo MUSIC EXCHANGEにおけるライブにて、創立30周年を迎えたオートテクニックジャパンの公式イメージソングとして制作の「all time just」が披露された。各地の同社記念イベントに参加。ちなみに「all time just」は、オートテクニックジャパンの頭文字である「ATJ」から命名されている。
- 2013年1月、公式ウェブサイトがURLと共に一新、ドメイン名はi-nos.jpとなった。
- 2013年2月16日、赤坂BLITZでのライブを成功させた。
- 2013年6月からFM岡山による全労済 岡山県本部のCMに「雪になっても 桜になっても」が起用。
- 2013年7月からJ:COM TVによるトークバラエティ番組「秘密結社ネットジョッカー」のオープニングテーマに「永遠と未来へ」が起用。
- 2013年7月13日、栃木県総合文化センターでの「all time just」リリース記念ライブを成功させた。
- 2013年7月17日、レーベルも新たにマキシシングルCD「all time just」リリース。
- 2014年4月、それぞれのブログがアメブロへ変更となった。
- 2014年5月21日、「ever after」配信リリース。「all time just[2014edition]」同時配信。
- 2014年9月17日、マキシシングル「all time just」配信開始。
- 2015年3月16日、マウントレーニアホール渋谷にてi-nos主導の10周年記念イベント「i-nos 10th Anniversary & Birthday Live!!」を成功させた。
- 2015年7月29日、「光の花」配信リリース。12月16日、「winter night」配信リリース。
- 2016年6月1日、「僕らを奪おうとも」配信リリース。11月23日、「インリョク」配信リリース。
- 2017年6月28日、i-nosの原点を歌う「優しさの中にある強さ」配信リリース。12月20日、hottaが総合音楽・綾がゲスト俳優として出演した舞台「ビーフシチューはビールで煮込んで」の主題歌として制作された「彩 -irodori-」配信リリース。
- 2018年10月24日、2018年9月から公開された映画「初恋スケッチ ～まいっちんぐマチコ先生～」の主題歌とエンディング曲マキシシングル「また君に会えたなら/Misty Love」配信リリース。
- 2020年9月30日、2020年10月から公開された映画「アイドルスナイパー THE MOVIE」の主題歌「偶像の煌めき」配信リリース。